# 라푼첼
라푼첼(독일어: Rapunzel)은 그림 형제가 모은 동화집에 수록되어 있는 독일 동화이다. 1812년에 《어린이와 가정의 동화》 (독일어: Kinder-und Hausm rchen)에 실려 최초로 출판되었다.

## 줄거리
옛날 어느 마을에 아이가 없던 부부가 있었다. 어느날 아이를 임신한 아내는 이웃에 사는 마녀가 키우는 들상추(라푼첼)을 몹시 먹고 싶어했다. 들상추를 먹지 못하면 죽을 것 같다고 졸라대는 아내를 위해 남편은 마녀의 밭에서 몰래 들상추를 훔쳐냈다. 들상추를 맛있게 먹은 아내는 또 들상추가 먹고 싶다고 졸랐고, 남편은 또 마녀의 밭에 갔다가 마녀에게 들키고 말았다. 마녀는 태어날 아기를 자신에게 주면 용서해 주겠다고 제안하고, 남편은 이를 승낙했다.
시간이 흘러 아내는 딸을 낳았고 마녀는 약속대로 아기를 데려갔다. 들상추라는 뜻의 '라푼첼'이라는 이름이 붙여진 아이는 깊은 숲 속에 있는 높은 탑에 갇혀 자라게 되었다. 그 탑에는 출입구가 없었고, 마녀는 라푼첼의 긴 황금빛 머리카락을 사다리 삼아 탑을 드나들었다.
그러던 어느날 숲을 지나가던 왕자는 라푼첼의 아름다운 노랫소리에 이끌려 탑을 찾아오게 되었고, 마녀가 라푼첼의 머리카락을 타고 탑을 오르는 것을 보고 마녀가 없는 사이 자신도 같은 방법으로 탑에 올라갔다. 라푼첼과 왕자는 곧 사랑에 빠졌고 얼마 지나지 않아 마녀는 두 사람의 관계를 알게 되었다. 화가 난 마녀는 라푼첼의 머리카락을 잘라 들판으로 내쫓고, 이 사실을 모른 채 탑에 찾아온 왕자는 마녀에 의해 가시덤불 위로 떨어져 시력을 잃었다. 7년 후, 여기저기를 떠돌던 왕자는 쌍둥이 남매를 낳아 살고 있던 라푼첼과 재회하고, 라푼첼의 눈에서 떨어진 눈물이 왕자의 시력을 회복시켜 왕자와 라푼첼, 그리고 쌍둥이 남매는 왕자의 나라로 돌아가 행복하게 살았다.

## 같이 보기
- 에흐누
- 다나에